# Teleurstelling
Teleurstelling is een gemoedstoestand die men voelt wanneer aan een bepaalde verwachting niet wordt voldaan. Ook wanneer er geen sprake van een verwachting is maar slechts van hoop, kan men teleurgesteld worden. Over het algemeen komt men deze emotie snel te boven in de verwachting dat het beoogde doel alsnog bereikt zal worden, of door de realisering dat het toch niet zo belangrijk was.
Indien het teleurgestelde gevoel aanhoudt, kan er meer aan de hand zijn dan een verstoord verwachtingspatroon. Onvervulde verlangens kunnen een patroon van frustratie of teleurstellingen veroorzaken.
Het woord komt al voor in het Middelnederlands. De etymologische betekenis van de stam "leur" is "verlies", te vergelijken met het Oudengelse "lyre". Een ander woord waarin deze stam herkenbaar bewaard is gebleven, is "teloorgaan".